# Compromis (droit)
Pour les partis politiques valenciens, voir Compromís.

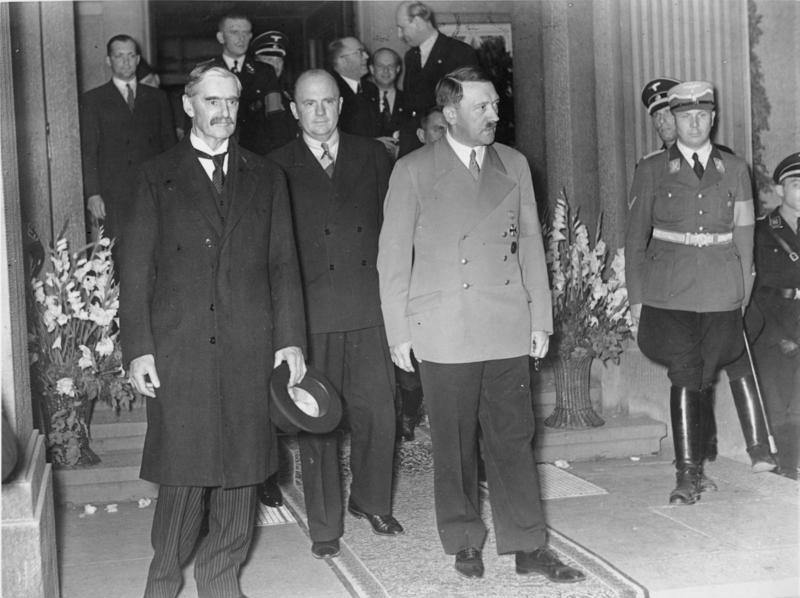
Chamberlain (à gauche) et Hitler, 1938.

Un compromis est un arrangement dans lequel deux (ou plusieurs) parties font des concessions mutuelles dans le but d'arriver à une collaboration, ou en vue d'obtenir une majorité dans un groupe. C'est le résultat d'une négociation entre les parties en présence où chacune aura fait des concessions pour arriver à une solution commune qu'elles devront conjointement exécuter.
Il peut être total (les participants ont vidé toutes les questions qu'ils souhaitaient traiter) ou partiel.
On peut le voir satisfaire tout le monde ou au contraire laisser des insatisfactions. Mais surtout, la qualité du compromis se mesurera à son caractère complet et non ambigu; si une des parties a cru comprendre une chose qu'une autre partie n'a pas incluse dans l'accord, le compromis, de solution qu'il devait être, devient source de problèmes.
Par ailleurs, la façon dont les promesses seront tenues influera fortement sur la suite des événements. Le meilleur compromis ne vaut rien sans son exécution.
Le terme compromis peut également désigner le résultat d'un choix entre plusieurs solutions dont aucune n'est totalement satisfaisante.

## En droit, le compromis et la clause compromissoire
Le terme compromis désigne en son premier sens l'acte par lequel on donne pouvoir à des arbitres de juger des procès ou autres différents.
Ainsi, en droit, le compromis est le contrat par lequel deux parties décident qu'un  différend déjà établi sera tranché par des arbitres et non par les tribunaux.
La clause compromissoire est la clause insérée dans un  contrat qui prévoit que si un différend survient lors de l'exécution du contrat ce différend sera soumis à des arbitres et non pas aux tribunaux. La clause compromissoire doit prévoir comment seront nommés les arbitres. Autrement dit alors que le compromis est le contrat par lequel on soumet à des arbitres un différend déjà survenu, la clause compromissoire est la clause par laquelle on s'engage à soumettre à des arbitres un différend qui adviendra peut-être à l'avenir. Alors que le compromis peut être consenti par toute personne capable de s'engager dès lors que le différend est établi, la clause compromissoire est interdite en matière civile et permise en matière commerciale.
Le contrat que la pratique connaît sous le nom de compromis de vente n'est donc pas véritablement un compromis. C'est en fait une promesse synallagmatique (c'est-à-dire bilatérale) de vente. Comme les deux parties (l'acheteur et le vendeur) s'engagent toutes les deux, la vente est parfaite dès la signature de la promesse. L'adage dit : « promesse de vente vaut vente ».